# Zeger de Baenst
Zeger de Baenst (ca.1415 - 1472) was een lid van de adellijke familie de Baenst en burgemeester van Brugge.

## Levensloop
Zeger de Baenst was de zoon van Jan II de Baenst en Anna Slyps. Hij trouwde met Catharina Honin, dochter van Jan Honin. 
Ze hadden een zoon Jan die vrijgezel bleef en een dochter Adrienne die met Karel van Halewyn trouwde.

## Stadsbestuur
De Baenst was bijzonder actief in het Brugse stadsbestuur. Hij was opeenvolgend:
- hoofdman van het Onze-Lieve-Vrouwesestendeel in 1443-44, 1450-51, 1455-56, 1457-58 en 1460-61
- schepen in 1440-41, 1442-43, 1444-45 en 1468-69
- burgemeester van de raad in 1451-52 en 1458-59
- tresorier van 1463 tot 1468
- burgemeester van de schepenen 1461-62 en 1471-72. Hij overleed tijdens dit laatste mandaat en werd opgevolgd door Joris Bave.

Zeger oefende die verantwoordelijkheden uit in de kalme periode, nadat de ruzies met Filips de Goede waren bijgelegd en tijdens de vredige eerste jaren van het bestuur door Karel de Stoute.

## Hof van Lembeke
De eigendom genaamd Hof van Lembeke, die in de twaalfde of dertiende eeuw tot stand kwam, ten zuiden van Monnikenrede, behoorde toe aan de heren van Oostkerke en meer bepaald aan Andries van Oostkerke, die van 1218 tot 1235 baljuw was van Brugge en het Brugse Vrije.
Tegen het einde van de dertiende eeuw was het kasteel bewoond door een lid van de familie van Lembeke (een heerlijkheid bij Eeklo). Jan van Lembeke werd schepen van het Brugse Vrije en werd in 1299 vermeld als woonachtig bij Monnikenrede. In 1316 werd het Hof in Oostkerke (niet te verwarren met het kasteel van Oostkerke) dan met zekerheid beschreven als behorende aan de heren van Lembeke. 
In de eerste helft van de vijftiende eeuw stierf het geslacht Lembeke uit en de nieuwe eigenaar werd Lodewijk Dop. Hij of een nazaat met dezelfde voornaam verkocht in 1460 het kasteel van Lembeke aan Jan II de Baenst, die datzelfde jaar overleed. Daar waar Jan III de Baenst de heerlijkheden van Sint-Joris en Beernem erfde, kwam het kasteel van Lembeke toe aan Zeger de Baenst.
Een paar jaar later zou Jan III in Oostkerke de eigenaar worden van het kasteel van Oostkerke. Het was eigendom geweest van Margriet van Oostkerke die kinderloos stierf, waarna haar eigendommen in handen kwamen van Colaard de Fever. Langs deze weg kwam Oostkerke in de handen van Jan III, echtgenoot van Margaretha de Fever, dochter van Colaard. 
De ruzie tussen de beide broers ontstond omdat Jan III aan zijn broer had gevraagd enkele goederen in Oostkerke aan te kopen (onder meer de molen van Oostkerke) en ze hem nadien te verkopen. Zeger deed die aankopen wel, maar weigerde ze achteraf af te staan. Er bleken nog heel wat andere geschillen gerezen te zijn tussen beide broers. Anselmus Adornes trad op als bemiddelaar, maar de ruzie bleef nog lang aanslepen, want na de dood van Zeger in 1472 bleef zijn zoon verder proces voeren met zijn oom Jan III.
Dit familiaal conflict kan mee uitleggen waarom de zoon van Zeger een andere houding aannam dan Jan III in de politieke ruzies van de jaren veertien tachtig. Hij koos voor trouw aan het stadsbestuur van Brugge, daar waar zijn oom onvoorwaardelijk de kant van Maximiliaan van Oostenrijk koos.